# David McClelland
David Clarence McClelland (Mount Vernon, 20 de maio de 1917 – Lexington, 27 de março de 1998) foi um psicólogo americano, ingressou no corpo docente de Harvard em 1956 conduzindo pesquisas por 30 anos, foi um especialista em motivação humana, conhecido por seu trabalho sobre a teoria das necessidades adquiridas e desenvolvimento de um sistema de pontuação utilizado para o Teste de apercepção temática que é utilizado até hoje em seleção de ocupação. McClelland é conhecido pelo desenvolvimento da Teoria da Motivação de Realização, comumente referida como "necessidade de realização" ou teoria de n- realização. Uma pesquisa da Review of General Psychology publicada em 2002, classificou McClelland como o 15º psicólogo mais citado do século XX.

## Vida e Carreira
McClelland, nascido em 1917 natural de MT. Vernon, em Nova York, recebeu o título de Bacharel em Artes pela Wesleyan University em 1938, um MA da Universidade de Missouri em 1939 e um PhD em psicologia experimental da Universidade Yale em 1941. Ele lecionou no Connecticut College e na Universidade Wesleyan, atuando como presidente do Departamento de Psicologia e Relações Sociais. Ele lecionou na Wesleyan University (1942-1956), em Harvard (1956-1987), e até sua morte em 1987 como Professor Pesquisador de Psicologia na Boston University.

## Teoria da Movimentação Pelo Êxito e/ou Medo
McClelland afirmou que a motivação é “uma preocupação recorrente com um estado de objetivo ou condição medida na fantasia, que impulsiona, direciona e seleciona o comportamento do indivíduo”.
| Necessidade | Meio para obter satisfação            |
| ----------- | ------------------------------------- |
| Realização  | Competir como forma de auto-avaliação |
| Afiliação   | Relacionar-se cordial e afetuosamente |
| Poder       | Exercer influência                    |

Sua teoria afirmava que cada pessoa tem um nível de necessidade diferente da outra.

### Necessidade de Realização
A necessidade de realização (N-Ach); são indivíduos que através da realização buscam somente a excelência, evitam situações de baixo risco pois é fácil atingir o sucesso, em projetos de alto risco esses indivíduos enxergam os resultados como oportunidades e não mérito de seus esforços. Os indivíduos precisam de feedbacks frequentes, o dinheiro não é um motivador tão importante.

### Necessidade de Afiliação
A necessidade de afiliação (N-Aff); é identificado em indivíduos que necessitam de relações harmoniosas com outras pessoas, N-Aff é o desejo de relacionamentos pessoais próximos. E se sentirem aceitos por demais integrantes de um grupo, comunidade ou sociedade, preferem trabalhos que proporcionem interação pessoal significativa, realizando melhor suas funções em um ambiente cooperativo.

### Necessidade de Poder
A necessidade de poder (N-Pow). N-Ach é o desejo de se destacar em relação a um conjunto de padrões. É a motivação para o sucesso. N-Pow é o desejo de ser influente e afetar uma organização, os indivíduos necessitam de oportunidades para liderar e influenciar outras pessoas, em situações competitivas.

As três necessidades de McClelland não são sequenciais, mas são usadas em relação uma à outra.
“De acordo com sua teoria, a maioria das pessoas possui e retrata uma mistura dessas necessidades: aqueles com alta necessidade de realização têm uma atração por situações que oferecem responsabilidade pessoal; indivíduos com necessidade dominante de autoridade e poder desejam influenciar e aumentar o status e o prestígio pessoais; e, finalmente, aqueles com grande necessidade de afiliação valorizam a construção de relacionamentos fortes e a pertença a grupos ou organizações”.
O trabalho da década de 1940 até o final da década de 1960 enfocou o motivo da realização e seu impacto no desenvolvimento das economias e no empreendedorismo. Ele mudou seu trabalho na década de 1960 para se concentrar no motivo do poder, primeiro abordando questões de dependência e alcoolismo (McClelland, Davis, Kalin e Wanner, 1972), depois para a eficácia da liderança, e mais tarde para o desenvolvimento da comunidade. O trabalho de liderança e gestão ajudou a criar um nível comportamental da capacidade de uma pessoa, que McClelland chamou de “competências”. Ele também liderou esforços para mostrar como as competências eram importantes em relação ao conhecimento e aos traços de personalidade tradicionais nos resultados desejados do ensino superior (Winter, McClelland e Stewart, 1981). Seu trabalho sobre o poder estendeu-se à pesquisa sobre o processo natural de cura do corpo.
Em uma exceção do enfoque típico de um psicólogo, McClelland também examinou os efeitos culturais e nacionais dos motivos e os relacionou a tendências de grande escala na sociedade, como desenvolvimento econômico, criação de empregos, provocação de guerras e saúde. O trabalho de McClelland sobre a motivação foi citado como a abordagem mais útil para a motivação em um estudo da antiga empresa de contabilidade Touche Ross & Company (Miller, 1981).

## Em busca de testes e medidas operantes
David McClelland argumentou que os métodos operantes (ou seja, testes onde uma pessoa deve gerar pensamentos ou ações) eram preditores muito mais válidos de resultados comportamentais, desempenho no trabalho, satisfação com a vida e outros resultados semelhantes. Especificamente, ele afirmou que os métodos operantes tinham maior validade e sensibilidade do que as medidas respondentes (isto é, testes que pedem verdadeiro / falso, classificação ou resposta de classificação). Ele lutou contra psicólogos mais tradicionais que insistem em usar auto-avaliação, medidas respondentes e evitar medidas operantes porque, nas visões tradicionais, medidas operantes sofriam de medidas menos tradicionais de confiabilidade. McClelland acreditava que melhores medidas operantes eram possíveis com o uso de códigos confiáveis para processar a informação neles. Ele afirmou que sua busca ao longo da vida era incutir nos pesquisadores psicológicos o valor de extrair o pensamento real das pessoas (isto é, consciente e inconsciente) junto com seu comportamento. Ele estava repetidamente publicando pesquisas e encorajando seus alunos de doutorado e colegas a mostrar que os métodos operantes, em comparação com os métodos respondentes, mostram consistentemente: (a) mais validade de critério; (b) maior percepção apesar da menor confiabilidade teste-reteste; (c) maior sensibilidade para discriminar o humor e tais diferenças; (d) mais singularidade e menos probabilidade de sofrer de multicolinearidade; (e) maior validade transcultural, porque não exigiam que uma pessoa respondesse aos itens preparados; e (f) maior utilidade em aplicações para o desenvolvimento humano ou organizacional.

## Competências de Trabalho
McClelland e colegas conceituaram uma ampla gama de recursos. Revivendo sua teoria da personalidade de 1951, McClelland e seus colegas da McBer and Company intensificaram a pesquisa de competência em gestão, liderança e empregos profissionais no início dos anos 1970 (isto é, habilidades, autoimagem, traços e motivos, ver Boyatzis, 1982; Spencer e Spencer, 1993; Goleman, 1998). A definição de uma competência de trabalho requer que a intenção da pessoa seja entendida, não apenas que o comportamento da pessoa seja observado. Eles usaram métodos operantes, como Entrevistas de Incidentes Críticos gravadas em áudio, que eles chamaram de Entrevistas de Eventos Comportamentais e simulações em vídeo com projetos de pesquisa indutiva comparando desempenho com executores ineficazes ou até menos eficazes. Essa abordagem estava focada na “pessoa”, ao invés das tarefas ou trabalho. Em 1973 McClelland publicou o Testing for Competence rather than Intelligence, e provocou discussões sobre competências com psicólogos e administradores americanos, segundo McClelland o individuo tinha desempenho superior em realizar tarefas em determinadas situações. A competência era diferenciada da seguinte forma:
| CHA          | David McClelland                                   |
| ------------ | -------------------------------------------------- |
| Aptidões     | Talento natural da pessoa                          |
| Habilidades  | Talento particular na prática                      |
| Conhecimento | O que as pessoas precisam para desenvolver tarefas |

Os resultados da pesquisa desenvolveram um quadro de como um profissional com desempenho superior em uma função pensa, sente e age em seu ambiente de trabalho. Isso se tornou um modelo de como ajudar qualquer pessoa em um trabalho, ou aspirante a um, a desenvolver sua capacidade. Tornou-se, nas décadas seguintes, a norma para o design de treinamento, as práticas de seleção e promoção, o desenvolvimento de carreira e até mesmo o ensino superior no desenvolvimento de pessoas para essas funções.

## Obras
- McClelland, D.C. (1951). Personality. New York: William Sloane Associates.
- McClelland, D.C., Atkinson, J.W., Clark, R.A., and Lowell, E.L. (1953). The Achievement Motive. New York: Appleton-Century-Crofts.
- McClelland, D.C., Baldwin, A.L., Bronfenbrenner, and Strodbeck, F.L. (1958). Talent and Society. New York: Van Nostrand.
- McClelland, D.C. (1961). The Achieving Society . New York: Van Nostrand.
- McClelland, D.C. (1964). The Roots of Consciousness . New York: Van Nostrand.
- McClelland, D.C. and Winter, D.G. (1969). Motivating Economic Achievement. New York: Free Press.
- McClelland, D.C., Davis, W.N., Kalin, R., and Wanner, E. (1972). The Drinking Man: Alcohol and Human Motivation. New York: Free Press.
- McClelland, D.C. (1975). Power: The Inner Experience . New York: Irvington Publishers, Halstead Press.
- Winter, D.G., McClelland, D.G., and Stewart, A.J. (1981). A New Case for the Liberal Arts: Assessing Institutional Goals and Student Development . San Francisco: Jossey-Bass.
- McClelland, D.C. (1984). Motives, Personality, and Society: Selected Papers. New York: Praeger.
- McClelland, D.C. (1987). Human motivation. New York: University of Cambridge.
- Smith, C.P., with Atkinson, J.W., McClelland, D.C., and Veroff, J. (eds.) (1992). Motivation and Personality: Handbook of Thematic Content Analysis. New York: Cambridge University Press.

### Leituras complementares
- Boyatzis, R.E. (1982). The Competent Manager: A Model for Effective Performance. NY: John Wiley & Sons.
- Boyatzis, R.E. (1998). Transforming Qualitative Information: Thematic Analysis and Code Development. Thousand Oaks, CA: Sage Publications.
- Goleman, D. (1998). Working with Emotional Intelligence. Bantam: NY.
- Miller, W.B. (1981). "Motivation techniques: Does one work best?" Management Review.
- Spencer, L.M., Jr. and Spencer, S. (1993). Competence at Work: Models for Superior Performance. NY: John Wiley & Sons.
- Kelner, Stephen P., Jr. (2005). Motivate Your Writing!: Using Motivational Psychology to Energize Your Writing Life. Lebanon, NH: University Press of New England.